# فينترول (ألب دو هوت بروفانس)
هي بلدية فرنسية تقع في قسم ألب دو هوت بروفانس في منطقة بروفانس .
كما يطلق على سكانها اسم فينترولاي ,.

## المذكرات و المراجع
1. 1 2  الدليل الجغرافي للبلديات، المعهد الجغرافي الوطني، QID:Q20894925
2. 1 2  الدليل الجغرافي للبلديات، المعهد الجغرافي الوطني، 2015، QID:Q20894925
3. ↑  Populations légales 2022 (بالفرنسية), Institut national de la statistique et des études économiques, 19 décembre 2024, QID:Q131560738 {{استشهاد}}: تحقق من التاريخ في: |publication-date= (help)
4. ↑  Base officielle des codes postaux (بالفرنسية), La Poste, 1er octobre 2018, QID:Q66049091 {{استشهاد}}: تحقق من التاريخ في: |publication-date= (help)
5. ↑  GeoNames (بالإنجليزية), 2005, QID:Q830106
6. ↑  Annuaire de service-public.fr، QID:Q97451652
7. ↑  "Services publics Venterol - Habitants". le site habitants.fr de la SARL Patagos. مؤرشف من الأصل في 2022-01-26. اطلع عليه بتاريخ 11 janvier 2021. {{استشهاد ويب}}: تحقق من التاريخ في: |تاريخ الوصول= (مساعدة).